# Калипсо (растение)
Кали́псо (лат. Calypso) — монотипный род многолетних травянистых растений семейства Орхидные. Единственный вид — калипсо клубнева́я, или калипсо лу́ковичная (лат. Calypso bulbosa); редкое растение, внесённое в Красную книгу России.

## Название
Своё научное название род получил по имени нимфы Калипсо из древнегреческих мифов.
Видовой эпитет вида Calypso bulbosa связан с запасающим органом, находящимся в основании стебля (bulbus — «луковица»). Различия в переводе видового эпитета на русский язык («клубневая» и «луковичная») связаны с различными взглядами на то, какой термин правильнее применять к данному органу.
Карлу Линнею этот вид был известен. В своей работе Species plantarum (1753) он поместил его в род Cypripedium под названием Cypripedium bulbosum.

## Распространение
Ареал вида — холодный и умеренный пояса Северной Америки и Евразии. Границы районов произрастания евразийского типа ограничиваются Скандинавским полуостровом на западе, Китаем и Японией на востоке и Монголией и Корейским полуостровом на юге. Североамериканский тип встречается по всему материку до Аляски на севере.
На территории России вид встречается практически по всей территории, от Европейской части до Западной и Восточной Сибири и Дальнего Востока. Территория произрастания калипсо луковичной в России ограничивается: на севере — Хибинами (горы в центральной части Кольского полуострова), Архангельской областью, Республикой Коми, Ханты-Мансийским автономным округом и Свердловской областью; на юге — Ленинградской, Новгородской, Тверской, Ярославской, Ивановской областями, Республикой Марий Эл, Татарстаном, Удмуртией и Пермской областью; на востоке — южной частью Восточной Сибири и Дальнего Востока. За границами основного ареала растение встречается изолированными участками в Западной Сибири. Отдельные экземпляры встречаются на севере Иркутской области.

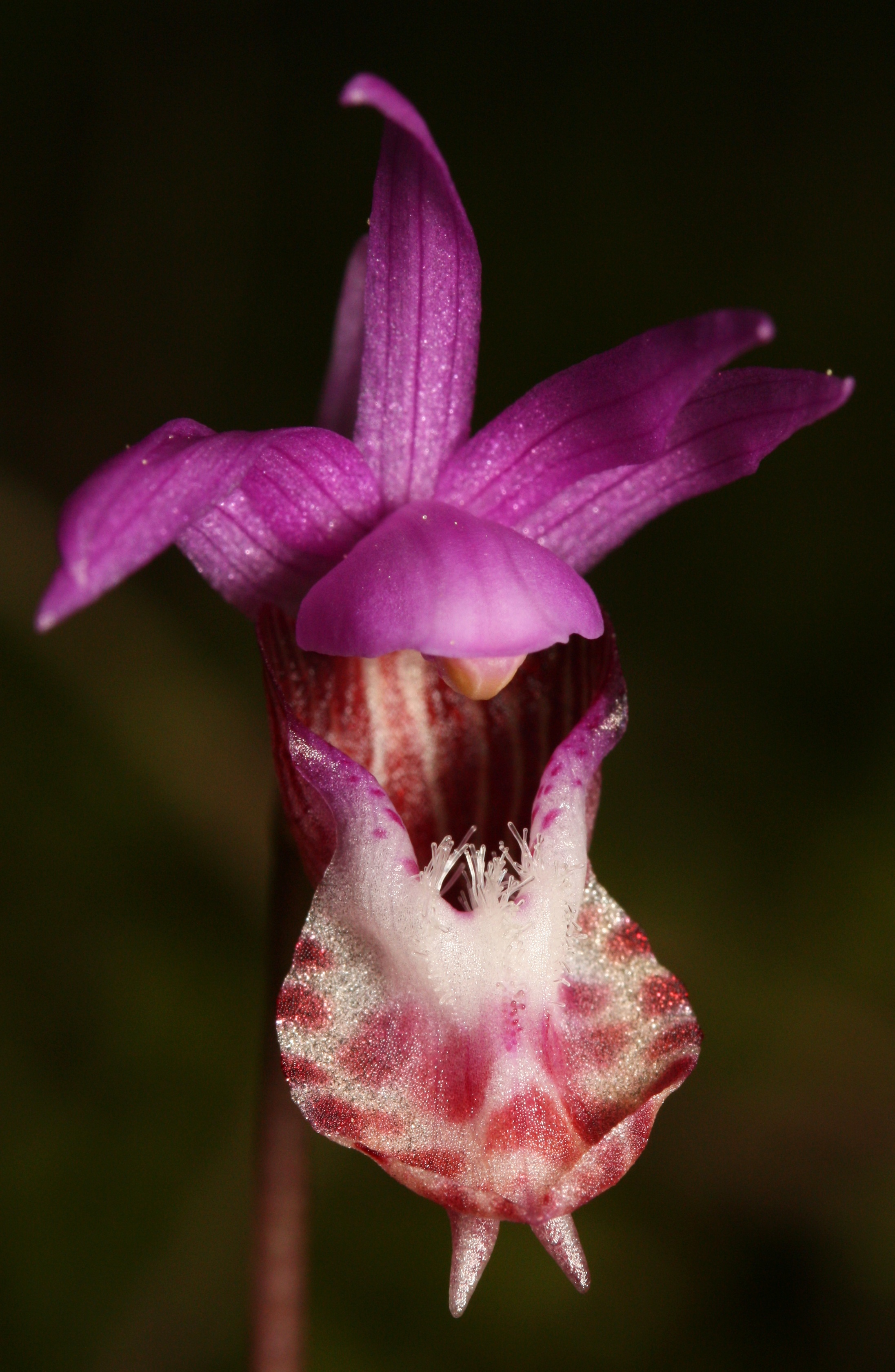
Цветок крупным планом

Наиболее благоприятными местами обитания Калипсо являются тенистые зеленомошные хвойные (елово-пихтовые), реже смешанные леса, заболоченные участки и участки вдоль берегов озёр и рек, районы известняковых почв, среди поваленных деревьев. В основном встречается единичными экземплярами или небольшими группами не более 10—15 растений.

## Биологическое описание
Калипсо луковичная — многолетнее травянистое растение высотой до 20 см (в среднем — 10—15 см).
Лист одиночный, прикорневой, с длинным черешком, яйцевидный, заострённый, складчатый и волнистый по краю, тёмно-зелёный сверху и более бледный снизу. Длина листа — от 3 до 5 см, ширина — от 1,5 до 3 см.
Стебель растения немного утолщён в основании, образовывая покрытую влагалищами продолговато-яйцевидную псевдобульбу (ложную луковицу). На стебле расположены один над другим два вытянутых влагалища.
Заканчивается стебель одиночным поникшим цветком, крупным и душистым. Длина равных, направленных вверх, расходящихся лучевидно розовых листочков околоцветника составляет от 1,2 до 1,5 сантиметров. Пятнистая мешковидная губа имеет около 2 см в длину. Форма губы напоминает слегка суженную в верхней части туфельку белого или жёлтого цвета с красновато-коричневыми крапинками. У её основания находятся три пучка жёлтых волосков.

## Экология
Цветение калипсо луковичной приходится на конец мая — июнь и зависит от места произрастания конкретного растения, плодоношение — на июль—август. Опыляется шмелями (видами родов Bombus и Psythyrus). Размножение происходит семенным и вегетативным способом. Для прорастания редуцированного семени калипсо необходимо, чтобы оно натолкнулось на гифу грибов, что по понятным причинам случается довольно редко. На поверхности молодое растение появляется только на второй год, развиваясь до этого в почве. Осенью происходит смена единственного листа калипсо, так что под снегом растение оказывается ещё с зелёным листом, что указывает на тропическое происхождение вида.

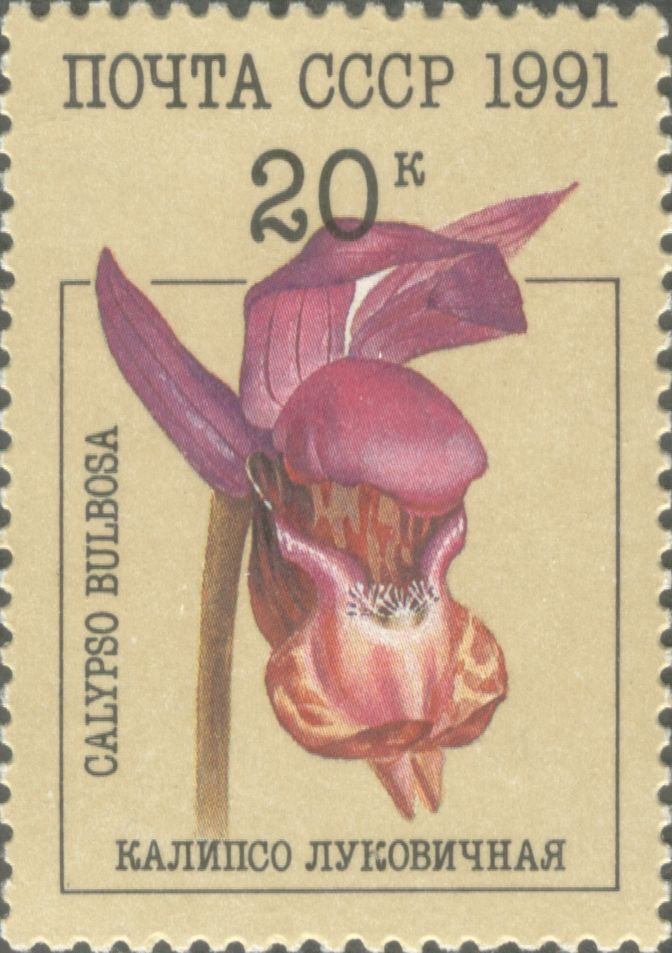
Почтовая марка СССР, 1991 год

## Охранный статус
Несмотря на обширность ареала, калипсо луковичная является редким растением во многих регионах России и мира, в том числе, включена в Красные книги России, Бурятии, республик Якутия, Карелия и Коми,Ленинградской, Иркутской и Мурманской областей, Монголии, а также в «Список объектов растительного мира, занесённых в Красную книгу Сахалинской области». По некоторым данным, калипсо луковичная является самым редким видом орхидных на Северо-Западе европейской части России и стремительно вымирает.
По состоянию на 1988 год, калипсо луковичная охранялась в 12 заповедниках России. На 2010 год охраняется в следующих ООПТ: ботанические сады Иркутска, Киева, Кировска и Екатеринбурга, Сахалинском ботаническом саду, в Баргузинском и Байкальском заповедниках, в Витимском государственном заповеднике, Байкало-Ленском государственном заповеднике и Прибайкальском природном национальном парке, в Вишерском, Лапландском заповедниках, в Нечкинском национальном парке, в Колвицком и Симбозерском заказниках.
Основными лимитирующими факторами калипсо луковичной являются вырубки леса и лесные пожары (корни растения погружены неглубоко в почву, поэтому при пожарах уничтожаются полностью), незаконный сбор в букеты, изменение состава фитоценоза. Примером губительного влияния человеческой деятельности на экологию растения является почти полностью уничтоженная из-за вырубок леса крупнейшая популяция калипсо в Ленинградской области.